# قول باطل
القول الباطل أو البيان الباطل  أو قول الزور قول ما يخالف الحق. يجمع هذا الاصطلاح مجالاتٍ منها التواصل والقانون واللغويات والفلسفة، ويُعَد مسألةً جوهريةً في خطاب البشر.